# اتحاد آسيا الوسطى

خريطة لدول آسيا الوسطى

كان اتحاد آسيا الوسطى (Central Asian Union) (CAU)، الذي أطلق فيما بعد الاتحاد الاقتصادي لآسيا الوسطى، منظمة حكومية دولية للتكامل الاقتصادي بين جمهوريات آسيا الوسطى ما بعد السوفييتية في كازاخستان وقرغيزستان وأوزبكستان بين 1994  و 2004. انضمت طاجيكستان إلى الاتحاد في عام 1996 كمراقب. تم تنفيذ العديد من المقترحات لاستعادة الاتحاد بعد ذلك.

## وصلات خارجية
- الصفحة الرئيسية للأمم المتحدة باللغة العربية
- أنظمة ومنظمات الأمم المتحدة
- عن الأمم المتحدة
- قضايا عالمية على أجندة الامم المتحدة